# Peter Evans
Peter Evans (1º agosto 1961) è un ex nuotatore australiano.
Specializzato nella rana, ha vinto quattro medaglie alle olimpiadi, di cui una d'oro ai Giochi olimpici di Mosca 1980 nella staffetta 4x100 m misti.

## Palmarès
- Olimpiadi

Mosca 1980: oro nella staffetta 4x100 m misti e bronzo nei 100 m rana.
Los Angeles 1984: bronzo nei 100 m rana e nella staffetta 4x100 m misti.